# St. Petersburg Open 2008 - Qualificazioni singolare
Le qualificazioni del singolare  dello  St. Petersburg Open 2008 sono state un torneo di tennis preliminare per accedere alla fase finale della manifestazione. I vincitori dell'ultimo turno sono entrati di diritto nel tabellone principale. In caso di ritiro di uno o più giocatori aventi diritto a questi sono subentrati i lucky loser, ossia i giocatori che hanno perso nell'ultimo turno ma che avevano una classifica più alta rispetto agli altri partecipanti che avevano comunque perso nel turno finale.
Le qualificazioni del torneo St. Petersburg Open  2008 prevedevano 32 partecipanti di cui 4 sono entrati nel tabellone principale.

## Teste di serie
1. Tejmuraz Gabašvili (Qualificato)
2. Miša Zverev (Qualificato)
3. Andrej Golubev (Qualificato)
4. Michail Kukuškin (Qualificato)

1. Alexandre Sidorenko (secondo turno)
2. Laurent Recouderc (ultimo turno)
3. Illja Marčenko (ultimo turno)
4. Michail Ledovskich (secondo turno)

## Qualificati
1. Tejmuraz Gabašvili
2. Miša Zverev

1. Andrej Golubev
2. Michail Kukuškin

## Tabellone

### Legenda
| - Q = Qualificato - WC = Wild card - LL = Lucky loser | - ALT = Alternate - SE = Special Exempt - PR = Protected Ranking | - w/o = Walkover - r = Ritirato - d = Squalificato |

### Sezione 1
|  | Primo turno        | Primo turno        | Primo turno       | Primo turno | Primo turno |  |  | Secondo turno | Secondo turno      | Secondo turno | Secondo turno     | Secondo turno |   |   | Ultimo turno | Ultimo turno       | Ultimo turno | Ultimo turno | Ultimo turno |  |
|  |                    |                    |                   |             |             |  |  |               |                    |               |                   |               |   |   |              |                    |              |              |              |  |
|  | 1                  | Tejmuraz Gabašvili | 6                 | 1           | 7           |  |  |               |                    |               |                   |               |   |   |              |                    |              |              |              |  |
|  |                    | Evgenij Donskoj    | 3                 | 6           | 62          |  |  | 1             | Tejmuraz Gabašvili | 3             | 7                 | 6             |   |   |              |                    |              |              |              |  |
|  | Konstantin Kravčuk | Konstantin Kravčuk | 7                 | 64          | 7           |  |  |               | Konstantin Kravčuk | 6             | 63                | 3             |   |   |              |                    |              |              |              |  |
|  | Rohan Bopanna      | Rohan Bopanna      | 64                | 7           | 63          |  |  |               |                    |               |                   |               |   |   | 1            | Tejmuraz Gabašvili | 4            | 7            | 6            |  |
|  | Serhij Bubka       | Serhij Bubka       | 6                 | 4           | 6           |  |  |               |                    | 6             | Laurent Recouderc | 6             | 5 | 3 |              |                    |              |              |              |  |
|  | Sergej Betov       | Sergej Betov       | 3                 | 6           | 4           |  |  |               | Serhij Bubka       | 5             | 6                 | 3             |   |   |              |                    |              |              |              |  |
|  | 6                  | Laurent Recouderc  | Laurent Recouderc | 6           | 6           |  |  | 6             | Laurent Recouderc  | 7             | 2                 | 6             |   |   |              |                    |              |              |              |  |
|  |                    | Valerij Rudnev     | Valerij Rudnev    | 4           | 2           |  |  |               |                    |               |                   |               |   |   |              |                    |              |              |              |  |

### Sezione 2
|  | Primo turno          | Primo turno          | Primo turno          | Primo turno | Primo turno |  |  | Secondo turno | Secondo turno        | Secondo turno        | Secondo turno | Secondo turno |   |   | Ultimo turno | Ultimo turno | Ultimo turno | Ultimo turno | Ultimo turno |  |
|  |                      |                      |                      |             |             |  |  |               |                      |                      |               |               |   |   |              |              |              |              |              |  |
|  | 2                    | Miša Zverev          | Miša Zverev          | 6           | 6           |  |  |               |                      |                      |               |               |   |   |              |              |              |              |              |  |
|  |                      | Filip Polášek        | Filip Polášek        | 3           | 4           |  |  | 2             | Miša Zverev          | Miša Zverev          | 7             | 6             |   |   |              |              |              |              |              |  |
|  | Oleksandr Dolhopolov | Oleksandr Dolhopolov | Oleksandr Dolhopolov | 6           | 7           |  |  |               | Oleksandr Dolhopolov | Oleksandr Dolhopolov | 5             | 3             |   |   |              |              |              |              |              |  |
|  | Andis Juška          | Andis Juška          | Andis Juška          | 2           | 5           |  |  |               |                      |                      |               |               |   |   | 2            | Miša Zverev  | Miša Zverev  | 6            | 6            |  |
|  | Ivan Serheev         | Ivan Serheev         | Ivan Serheev         | 6           | 6           |  |  |               |                      |                      | Ivan Serheev  | Ivan Serheev  | 0 | 3 |              |              |              |              |              |  |
|  | Vladimir Karusevič   | Vladimir Karusevič   | Vladimir Karusevič   | 2           | 4           |  |  |               | Ivan Serheev         | Ivan Serheev         | 6             | 6             |   |   |              |              |              |              |              |  |
|  | 5                    | Alexandre Sidorenko  | 65                   | 7           | 6           |  |  | 5             | Alexandre Sidorenko  | Alexandre Sidorenko  | 2             | 4             |   |   |              |              |              |              |              |  |
|  |                      | Denis Macukevič      | 7                    | 64          | 4           |  |  |               |                      |                      |               |               |   |   |              |              |              |              |              |  |

### Sezione 3
|  | Primo turno        | Primo turno        | Primo turno        | Primo turno | Primo turno |  |  | Secondo turno | Secondo turno      | Secondo turno      | Secondo turno  | Secondo turno  |   |   | Ultimo turno | Ultimo turno   | Ultimo turno   | Ultimo turno | Ultimo turno |  |
|  |                    |                    |                    |             |             |  |  |               |                    |                    |                |                |   |   |              |                |                |              |              |  |
|  | 3                  | Andrej Golubev     | Andrej Golubev     | 6           | 6           |  |  |               |                    |                    |                |                |   |   |              |                |                |              |              |  |
|  |                    | František Čermák   | František Čermák   | 2           | 3           |  |  | 3             | Andrej Golubev     | Andrej Golubev     | 6              | 6              |   |   |              |                |                |              |              |  |
|  | Andrei Karatchenia | Andrei Karatchenia | Andrei Karatchenia | 6           | 6           |  |  |               | Andrei Karatchenia | Andrei Karatchenia | 2              | 4              |   |   |              |                |                |              |              |  |
|  | Andrej Plotnij     | Andrej Plotnij     | Andrej Plotnij     | 0           | 4           |  |  |               |                    |                    |                |                |   |   | 3            | Andrej Golubev | Andrej Golubev | 6            | 6            |  |
|  | Artem Smyrnov      | Artem Smyrnov      | Artem Smyrnov      | 6           | 6           |  |  |               |                    | 7                  | Illja Marčenko | Illja Marčenko | 4 | 1 |              |                |                |              |              |  |
|  | Dzmitry Zhyrmont   | Dzmitry Zhyrmont   | Dzmitry Zhyrmont   | 1           | 4           |  |  |               | Artem Smyrnov      | Artem Smyrnov      | 4              | 2              |   |   |              |                |                |              |              |  |
|  | 7                  | Illja Marčenko     | Illja Marčenko     | 6           | 6           |  |  | 7             | Illja Marčenko     | Illja Marčenko     | 6              | 6              |   |   |              |                |                |              |              |  |
|  |                    | Lovro Zovko        | Lovro Zovko        | 2           | 2           |  |  |               |                    |                    |                |                |   |   |              |                |                |              |              |  |

### Sezione 4
|  | Primo turno        | Primo turno        | Primo turno      | Primo turno | Primo turno |  |  | Secondo turno | Secondo turno      | Secondo turno    | Secondo turno  | Secondo turno |   |    | Ultimo turno | Ultimo turno     | Ultimo turno | Ultimo turno | Ultimo turno |  |
|  |                    |                    |                  |             |             |  |  |               |                    |                  |                |               |   |    |              |                  |              |              |              |  |
|  | 4                  | Michail Kukuškin   | Michail Kukuškin | 6           | 6           |  |  |               |                    |                  |                |               |   |    |              |                  |              |              |              |  |
|  |                    | Filip Davydenko    | Filip Davydenko  | 0           | 0           |  |  | 4             | Michail Kukuškin   | Michail Kukuškin | 6              | 3             |   |    |              |                  |              |              |              |  |
|  | Andrei Gorban      | Andrei Gorban      | 3                | 6           | 6           |  |  |               | Andrei Gorban      | Andrei Gorban    | 3              | 0r            |   |    |              |                  |              |              |              |  |
|  | Vladyslav Klymenko | Vladyslav Klymenko | 6                | 3           | 3           |  |  |               |                    |                  |                |               |   |    | 4            | Michail Kukuškin | 6            | 3            | 7            |  |
|  | Denys Molčanov     | Denys Molčanov     | Denys Molčanov   | 6           | 6           |  |  |               |                    |                  | Denys Molčanov | 2             | 6 | 68 |              |                  |              |              |              |  |
|  | Igor' Rud          | Igor' Rud          | Igor' Rud        | 3           | 1           |  |  |               | Denys Molčanov     | 6                | 4              | 6             |   |    |              |                  |              |              |              |  |
|  | 8                  | Michail Ledovskich | 7                | 5           | 6           |  |  | 8             | Michail Ledovskich | 3                | 6              | 2             |   |    |              |                  |              |              |              |  |
|  |                    | Michail Balmašev   | 63               | 7           | 3           |  |  |               |                    |                  |                |               |   |    |              |                  |              |              |              |  |